# Tmesisternus tersus
Tmesisternus tersus är en skalbaggsart som beskrevs av Francis Polkinghorne Pascoe 1862. Tmesisternus tersus ingår i släktet Tmesisternus och familjen långhorningar.
Artens utbredningsområde är Irian Jaya. Inga underarter finns listade i Catalogue of Life.